# پجت بروستر
پجت بروستر (انگلیسی: Paget Brewster؛ زادهٔ ۱۰ مارس ۱۹۶۹) یک هنرپیشه، و خواننده اهل ایالات متحده آمریکا است. وی از سال ۱۹۹۷ میلادی تاکنون مشغول فعالیت بوده‌است.

## بخشی از فیلمشناسی
از فیلم‌ها یا برنامه‌های تلویزیونی که وی در آن نقش داشته‌است می‌توان به آثار زیر اشاره کرد.
- استثنایی‌ها (۲۰۰۰)
- ماجراهای راکی و بولوینکل (۲۰۰۰)
- مدح (فیلم) (۲۰۰۴)
- بتمن: شوالیه تاریکی بازمی‌گردد (فیلم) (۲۰۱۲)
- لیگ عدالت: خدایان و هیولاها (۲۰۱۵)
- به خوشبختی خوش آمدید (فیلم) (۲۰۱۵)
- دوستان (مجموعه تلویزیونی) (۱۹۹۷–۹۸) در نقش "کتی با K"، دوست دختر چندلر بینگ (متیو پری)
- جرج لوپز (۲۰۰۲)
- دو مرد و نصفی (۲۰۰۵)
- داک داجرز (سری تلویزیونی) (۲۰۰۵)
- مرد خانه (۲۰۰۵)
- بابای آمریکایی! (۲۰۰۵–۲۰)
- ذهن‌های جنایتکار (۲۰۰۶–۱۲, ۲۰۱۴, ۲۰۱۶–۲۰)
- پادشاه تپه (۲۰۰۹)
- خانواده امروزی (۲۰۱۳)
- اجتماع (مجموعه تلویزیونی) (۲۰۱۴–۱۵)
- وقت ماجراجویی (۲۰۱۴, ۲۰۱۶)
- فامیلی گای (۲۰۱۶)
- مام (مجموعه تلویزیونی) (۲۰۱۹)
- بوجک هورسمن (۲۰۱۹–۲۰)